# Базальный имплантат
Базальная имплантация зубов — одна из разновидностей методик применения зубных имплантатов для восстановления жевательной функции при недостаточном объёме костной ткани челюсти. Принцип работы таких имплантатов заключается в использовании глубоких (базальных) и бикортикальных слоёв кости, которые практически не подвержены атрофии.
Особенностью имплантатов данного вида является отличное от традиционных расположение в кости, а также моментальная нагрузка ортопедическими конструкциями (мостовидными протезами). Благодаря базальной имплантации пациентам с полной или частичной вторичной адентией (отсутствием зубов) возвращается эстетика и способность к пережевыванию пищи практически сразу после операции, через 3-7 дней.
Протокол установки подразумевает вживление конструкции из нескольких имплантатов для равномерного распределения жевательной нагрузки между ними.
В процессе пережевывания пищи пациент передает нагрузку на костную ткань, в результате чего отмечается лучшее кровоснабжение области вокруг имплантата, восстанавливается естественный клеточный обмен, прекращается резорбция (атрофия) костной ткани. Процесс остеоинтеграции (приживления) имплантатов в организме сокращается в несколько раз по сравнению с классическими имплантатами.

## Базальная имплантация противопоказана
- во время беременности;
- при наличии онкозаболеваний: здесь требуется пояснение. Сама методика базальной имплантации была разработана для пациентов, потерявших большой объём костной ткани в результате операций по извлечению опухоли или серьёзной травмы. Противопоказания к любой имплантации зубов касаются состояний, когда пациент например подвергается химиотерапии или имеет проблемы с иммунитетом и в любом случае требуется консультация лечащего врача;
- при заболеваниях кори;
- при ревматизме в острой фазе;
- при сахарном диабете в тяжелой форме;
- при психических расстройствах.

Также специалисты стараются воздержаться от базальной имплантации в случае, если поведение пациента указывает на возможное игнорирование в будущем рекомендаций врача и гигиены полости рта.

## История применения базальной имплантации
Методика базальной имплантации появилась в Европе. Принято считать, что первый базальный имплантат разработал и внедрил французский доктор Жан-Марк Желие в 1982 году. Свою практическую популярность базальные имплантаты завоевали благодаря появлению на рынке нескольких систем имплантации, которые сначала использовали исключительно в университетских клиниках, таких как Université Paris-Est Créteil Val de Marne, Centre Hospitalier Villeneuve-Saint-Georges и Universität Rostock
Главная отличительная особенность имплантатов BOI — это их форма также метод установки. По форме имплантат представляет собой перевернутую букву Т (другое название латеральный или дисковый имплантат), абатмент и тело имплантата это единая односоставная конструкция. Для формирования ложа имплантата отслаивается десна и делается распил глубоких отделов кости челюсти сбоку, соответствующий форме имплантата.